# Ewa Rydell
Ewa Margareta Rydell (* 26. Februar 1942 in Göteborg, Västra Götalands län) ist eine ehemalige schwedische Turnerin.
Sie nahm an den Olympischen Spielen 1960 und 1964 teil, kam aber jeweils nicht unter die besten fünf.
Bei den Europameisterschaften 1963 in Paris belegte Ewa Rydell im Mehrkampf den dritten Platz und siegte am Schwebebalken.
Ihr Vater Sven Rydell war ein schwedischer Fußballspieler, er gewann die Bronzemedaille bei den Olympischen Spielen 1924.